# Yikuang
Yikuang, książę Qing (慶親王, Qìng qīnwáng; ur. 16 listopada 1838, zm. 28 stycznia 1917) – chiński polityk, arystokrata mandżurski, członek rodu Aisin Gioro. Stryj Zaifenga, ojca cesarza Puyi.
Pochodził z bocznej i mało znaczącej linii rodu cesarskiego, zdołał jednak dojść do wysokich stanowisk, m.in. Wielkiego Doradcy. Od 1884 roku stał na czele Zongli Yamen. 7 września 1901 roku podpisał ze strony chińskiej protokół kończący powstanie bokserów.
Był jedną z najbardziej skorumpowanych osób na qingowskim dworze. Bliski współpracownik Yuan Shikaia, cesarzowa Cixi obawiała się tej zażyłości i bezskutecznie próbowała usunąć Yikuanga. W obliczu śmierci cesarzowej próbował w porozumieniu z Yuanem dokonać przewrotu pałacowego i osadzić na tronie swego syna Zaizhena. Cesarzowa udaremniła jednak tę próbę wysyłając Yikuanga w podróż i podczas jego nieobecności wyznaczając na następcę tronu małoletniego Puyi. W zamian zmieniła tytuł Yikuanga na dziedziczny.
W 1911 roku powołany na premiera pierwszego w historii Chin gabinetu. Zmarł w Tianjinie.